# Hennadij Szczekotylin
Hennadij Anatolijowycz Szczekotylin (ukr. Геннадій Анатолійович Щекотилін; ur. 28 lipca 1974 w Odessie) – ukraiński piłkarz, grający na pozycji pomocnika, trener piłkarski.

## Kariera piłkarska

### Kariera klubowa
Wychowanek DJuSSz-6 Odessa, a potem SDJuSzOR Czornomoreć Odessa. Pierwszy trener – Tomaz Elisaszwili. W 1991 rozpoczął swoją piłkarską karierę w składzie rezerw Czornomoreć-d Odessa. Po uzyskaniu niepodległości przez Ukrainę drużyna rezerw została reorganizowana w Czornomoreć-2 Odessa. Kiedy w końcu 1994 zostało wiadomo, że po zakończeniu sezonu klub będzie rozformowany, na początku 1995 przeszedł do Naftochimika Krzemieńczuk. W 1996 bronił barw amatorskiego zespołu Łotto-GMC Odessa. Zimą 1997 zauważył go trener Łeonid Buriak i zaprosił do Czornomorca Odessa. 11 marca 1997 debiutował w Wyższej Lidze w meczu z Krywbasem Krzywy Róg. Udana gra piłkarza zwróciła uwagę trenera Wiktora Prokopenki, który zabrał go do Rotoru Wołgograd. Ale w wołgogradzkim klubie doznał kontuzji i później odbywał rehabilitacje w ... Dynamie Kijów, który wykupił jego kontrakt. Jednak nie potrafił przebić się do podstawowego składu i występował w drugiej i trzeciej drużynie Dynama, a od 2000 został wypożyczony do CSKA-2 Kijów, Krywbasa Krzywy Róg i Zakarpattia Użhorod. Latem 2002 Czornomoreć Odessa powrócił do Wyszczej Lihi i wykupił kontrakt Szczekotylina od Dynama. Przez konflikt z trenerem Semenem Altmanem nieczęsto trafiał do podstawowej jedenastki, a w rundzie jesiennej sezonu 2003/04 grał na wypożyczeniu w MFK Mikołajów. Dlatego na początku 2004 przeszedł do Zakarpattia Użhorod. Ale już latem 2004 zmienił klub na FK Ołeksandrija, a zimą 2005 przeniósł się do MFK Mikołajów. Po zakończeniu sezonu 2005/06 wyjechał do Litwy, gdzie został piłkarzem FK Szawle. Na początku 2007 powrócił do Odessy, gdzie podtrzymywał formę sportową w amatorskim zespole Iwan Odessa. Potem podał się do kazachskiego klubu Wostok Öskemen, do którego zaprosił go Ołeksandr Hołokołosow. Jednak po jednym meczu doznał kontuzji a następnie długo leczył się. Nie potrafił wrócić do swojej byłej formy, przez co wynikł konflikt pomiędzy nim a klubem. W 2008 powrócił do Odessy i postanowił zakończyć karierę piłkarską.

## Kariera trenerska
Po zakończeniu kariery zawodowej, 11 lutego 2009 objął stanowisko kierownika klubu Dnister Owidiopol.

## Sukcesy i odznaczenia

### Sukcesy klubowe
- mistrz Perszej Lihi Ukrainy: 1999, 2000
- mistrz Drugiej Lihi Ukrainy: 2006

### Sukcesy indywidualne
- 6. miejsce w klasyfikacji strzelców Wyższej Ligi: 1997/98 (13 goli).